# Eduardo Suárez Mujica
Eduardo Suárez Mujica (Santiago, 31 de abril de 1859 - ibíd, 22 de abril de 1922) fue un político chileno. Militante radical, ejerció como diputado por Copiapó, Chañaral, Vallenar y Freirina. Se desempeñó como ministro de Justicia e Instrucción Pública durante la administración de Pedro Montt y ministro de Relaciones Exteriores durante la presidencia de Juan Luis Sanfuentes y, ministro plenipotenciario de su país en Cuba, México y los Estados Unidos.

## Biografía
Nació en Santiago de Chile en abril de 1859. Hijo de Eugenio Suárez Pérez y Benedicta Pérez Mujica. 
Estudió en el Instituto Nacional (1871-1873). Ingresó como estudiante de Derecho en la Universidad de Chile, graduándose de Bachiller, suspendiendo sus estudios para ingresar al servicio público. Casado con Leonor González Orrego. Fue Oficial Mayor del Ministerio de Relaciones Exteriores en 1882 y gobernador de la provincia de Atacama en 1901.
Fue diputado suplente por Puchacay para el período 1882 a 1885 y diputado por Copiapó, Chañaral, Vallenar y Freirina durante tres periodos consecutivo entre 1903 y 1912. Durante sus períodos como diputado integró la Comisión de Relaciones Exteriores y también la presidió, la Comisión de Policía Interior como reemplazante y como titular; la de Elecciones como reemplazante; la de Instrucción Pública como reemplazante y la Comisión Conservadora para el receso de 1907 a 1908.
Fue militante del Partido Radical de Chile (PR).
El 29 de agosto de 1908 el presidente Pedro Montt lo nombró ministro de Justicia e Instrucción Pública, desempeñando el cargo hasta el 22 de enero de 1909. Posteriormente fue Ministro plenipotenciario en México y Cuba (1909), y en los Estados Unidos. (1911). Embajador en Washington (1914). 
Fue nombrado ministro de Relaciones Exteriores durante la administración del presidente Juan Luis Sanfuentes, sirviendo desde el 12 de octubre de 1917 al 18 de enero de 1918.
Murió en Santiago el 22 de abril de 1922.